# Acanthopsis carduifolia
Acanthopsis carduifolia là một loài thực vật có hoa trong họ Ô rô. Loài này được Carolus Linnaeus Trẻ mô tả khoa học đầu tiên năm 1782 dưới danh pháp Acanthus carduifolius. Năm 1890, Hans Schinz chuyển nó sang chi Acanthopsis.

## Phân bố
Loài bản địa miền tây tỉnh Cape (Nam Phi).